# Stazione meteorologica di Bellano
La stazione meteorologica di Bellano è la stazione meteorologica di riferimento relativa alla località di Bellano.

## Coordinate geografiche
La stazione meteorologica si trova nell'Italia nord-occidentale, in Lombardia, in provincia di Lecco, nel comune di Bellano, a 206 metri s.l.m. e alle coordinate geografiche 46°02′N 9°18′E.

## Dati climatologici
In base alla media trentennale di riferimento 1961-1990, la temperatura media del mese più freddo, gennaio, si attesta a +3,1 °C; quella del mese più caldo, luglio, è di +23,0 °C .
| Bellano            | Mesi | Mesi | Mesi | Mesi | Mesi | Mesi | Mesi | Mesi | Mesi | Mesi | Mesi | Mesi | Stagioni | Stagioni | Stagioni | Stagioni | Anno |
| Bellano            | Gen  | Feb  | Mar  | Apr  | Mag  | Giu  | Lug  | Ago  | Set  | Ott  | Nov  | Dic  | Inv      | Pri      | Est      | Aut      | Anno |
| ------------------ | ---- | ---- | ---- | ---- | ---- | ---- | ---- | ---- | ---- | ---- | ---- | ---- | -------- | -------- | -------- | -------- | ---- |
| T. max. media (°C) | 6,3  | 9,9  | 13,9 | 17,5 | 21,6 | 24,9 | 27,5 | 26,6 | 23,7 | 18,1 | 12,2 | 8,1  | 8,1      | 17,7     | 26,3     | 18,0     | 17,5 |
| T. min. media (°C) | −0,1 | 1,4  | 4,6  | 7,8  | 11,5 | 15,4 | 18,5 | 17,2 | 14,0 | 9,6  | 5,4  | 1,8  | 1,0      | 8,0      | 17,0     | 9,7      | 8,9  |